# Bases de dades jeràrquiques
L'estructura de dades bàsica utilitzada per representar les dades d'aquest model de base de dades és l'arbre.
Els sistemes gestors de bases de dades (SGDB) jeràrquics tenen les següents característiques:
- Els registres estan disposats en forma d'arbre
- Els registres estan relacionats amb relacions d'un a un o un a molts.
- Quan s'elimina un registre pare s'ha d'eliminar tots els registres fills

IMS i el seu llenguatge de consulta DL/I són l'exemple més conegut de base de dades jeràrquica. Aquests sistema s'utilitzava molt en l'inici de la història de les bases de dades (vegeu l'apartat Breu Història).
Aquest tipus de bases de dades van tenir el seu boom als inicis de la història de les bases de dades. Actualment han perdut força envers les bases de dades relacionals tot i que encara s'utilitzen força.
Algunes bases de dades actual també utilitzen estructures de dades jeràrquiques: repositoris Ldap o X.500 (i les eines que els utilitzen com Active Directory o Samba) i bases de dades jeràrquiques i distribuïdes com DNS.
El model jeràrquic i les estructures en arbre actualment s'utilitzen en altres sistemes d'emmagatzemament com dades geogràfiques, sistemes de fitxers, el registre de Windows o els documents XML.

## Breu història
Les bases de dades jeràrquiques van ser concebudes a principis dels anys 1960 juntament amb les bases de dades en xarxa. Un dels pioners va ser Charles Bachman. De fet el primer metamodel de base de dades proposat va ser el mencionat Base de dades en xarxa i va ser creat per CODASYL (COnference on DAta SYstems Languages). Posteriorment es va refinar la idea donant lloc a les bases de dades jeràrquiques. La primera implementació d'aquest model va ser IMS (Information Management System). Es tracta d'un dissenys d'IBM i altres col·laboradors que el 1966 es va utilitzar per al Programa Apollo de la NASA. IMS encara es troba actiu. El sector de la banca i de les administracions públiques van adaptar ràpidament aquesta tecnologia sense la qual no hagués estat possible el grau d'automatització que tenen actualment. Aquests sectors eren els únics amb la suficient capacitat econòmica per adquirir els enormes mainframe necessari per a l'automatització de les bases de dades.
El 1970, E. F. Codd va proposar el model de bases de dades relacionals. Els avantatges d'aquest model van centrar els esforços de la indústria i van donar a llum als primers sistemes gestors de bases de dades relacionals. Actualment aquests sistemes han reemplaçat les bases de dades jeràrquiques però no completament. Moltes bases de dades jeràrquiques de bancs i Administracions públiques encara existeixen, ja que el seu rendiment no ha estat superat per les bases de dades relacionals i estan pensades per treballar amb un gran volum de transaccions.